# Bursovaginoidea
Bursovaginoidea é uma ordem de animais marinhos do filo Gnathostomulida.

## Classificação
- Ordem Bursovaginoidea Sterrer, 1972
  - Subordem Scleroperalia Sterrer, 1972
    - Família Agnathiellidae Sterrer, 1972
    - Família Gnathostomariidae Sterrer, 1972
    - Família Clausognathiidae Sterrer, 1972
    - Família Mesognathariidae Sterrer, 1972
    - Família Rastrognathiidae R. M. Kristensen e A. Nørrevang, 1977
    - Família Paucidentulidae Sterrer, 1998
    - Família Onychognathiidae Sterrer, 1972
    - Família Problognathiidae Sterrer e Farris, 1975
    - Família Gnathostomulidae Sterrer, 1972

  - Subordem Conophoralia Sterrer, 1972
    - Família Austrognathiidae Sterrer, 1972